# Korg Triton
Le Korg Triton sono una famiglia di Music Workstation/Sampler della Korg della quale i primi modelli sono usciti nel 1999. La si può definire diretta discendente della Korg Trinity. Inizialmente avrebbe dovuto chiamarsi Korg M2 intendendo che fosse una sorta di successore della workstation Korg M1, ma il produttore optò per Triton. La Workstation che ne fece seguito successivamente venne chiamata, per questo motivo Korg M3.

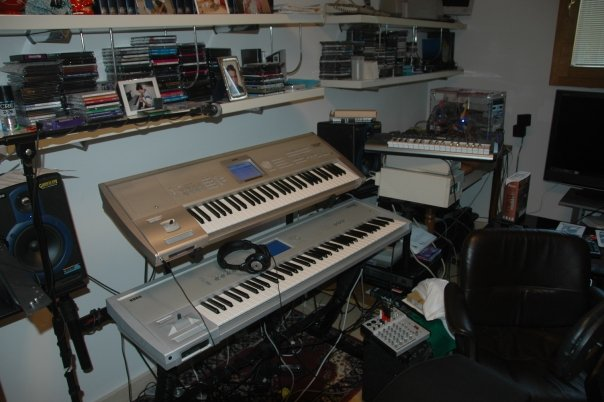
Un Korg Triton Studio (sopra) ed un Korg Triton "Classic" Pro (sotto).

## TritonClassic
I primi modelli usciti sono stati successivamente soprannominati Classic.
- Korg Triton: tastiera. a 61 tasti
- Korg Triton Pro: tastiera a 76 tasti
- Korg Triton Pro X: tastiera ad 88 tasti pesati

Tutti i modelli Korg Triton si basano sulla sintesi di tipo HI (Hyper Integrated). I vari modelli Classic si basano sullo stesso hardware ed hanno come unica differenza il numero di tasti della tastiera. Tutti sono equipaggiati di
- Floppy Disk da 3 1/2 per la lettura/scrittura dei dati;
- Polifonia di 62 voci;
- Joystick per la modulazione dei suoni ed il controllo degli effetti;
- Ribbon controller per la modulazione dei suoni ed il controllo degli effetti;
- Schermo LCD di tipo Touch screen con risoluzione 320 x 200 e facente utilizzo della tecnologia Korg TouchView;
- 32 megabytes di suoni su ROM, comprendenti 425 multisamples (campionamenti multipli) e 413 drumsamples (campionamenti di batteria);
- 16 megabytes di RAM espandibili fino a 64;
- Un campionatore che permette di campionare fino a 48 kHz 16 bit;
- 640 programmi personalizzabili;
- 256 programmi + 9 drumset per la compatibilità General MIDI 2;
- Sequencer interno MIDI a 16 tracce;
- 2 Canali di input per il campionatore e 6 canali di output (le prime due per la stereofonia, le altre 4 sono uscite individuali);
- Un multieffetto digitale con 102 tipi di effetti programmabili.

## Espansioni per Triton

### Espansioni di tipo EXB-PCM
Per la famiglia Korg Triton Classic sono state inoltre prodotte delle schede di espansione i cui nomi iniziano tutti per EXB. La possibilità di espansione consiste in due slot per le schede di espansione RAM, due slot per le schede di espansione ROM, un'interfaccia per la connessione della scheda EXB-SCSI ed uno per la scheda di espansione EXB-moss.
Nel dettaglio esse sono:
- Korg EXB-PCM 01 Pianos/classic: una serie di campionamenti di pianoforti per un totale di 16 megabytes di ROM;
- Korg EXB-PCM 02 Studio Essentials: una serie di suoni di vario genere per un totale di 16 megabytes di ROM;
- Korg EXB-PCM 03 Future Loop: una serie di suoni di sintetizzatore di vario genere per un totale di 16 megabytes di ROM;
- Korg EXB-PCM 04 Dance Extreme: una serie di suoni adatti per la musica techno per un totale di 16 megabytes di ROM;
- Korg EXB-PCM 05 Vintage Archive: una serie di campionamenti di molti vecchi sintetizzatori analogici per un totale di 16 megabytes di ROM;
- Korg EXB-PCM 06/07 Orchestral Collection: un'espansione doppia contenente moltissimi suoni orchestrali per un totale di 32 megabytes di ROM;
- Korg EXB-PCM 08 Grand Piano: il campionamento di un pianoforte per un totale di 16 megabytes di ROM.

### Espansioni di altro tipo
Oltre alle 8 schede di espansione EXB-PCM per il Triton Classic sono disponibili anche le seguenti:
- Korg EXB-SCSI: mediante questa espansione viene reso possibile collegare al Triton unità di tipo SCSI come hard disk e CD-ROM per la lettura e scrittura dei dati. Mediante questa espansione si possono lettere i CD-ROM di campioni per il campionatore Akai S1000 o Akai S3000. Il sistema operativo del Triton è in grado di gestire hard disk fino ad un massimo di 4 gigabytes. In totale si possono collegare in cascata fino a 7 unità.
- Korg EXB-MOSS. Con questa espansione installata il Triton implementa un vero sintetizzatore digitale a 6 voci (indipendenti dalla polifonia di 62 voci) facente uso della sintesi sottrattiva. Si tratta del cuore della Korg Z1. Il punto forte che ha sempre caratterizzato la scheda EXB-Moss è stato che oltre ai classici oscillatori standard, vpm, cross modulation, comb filter, ring modulation, sync modulation e di risonanza la scheda comprende pure degli altri oscillatori specifici per i modelli fisici utili a ricreare digitalmente suoni di strumenti a fiato (come la tromba, il flauto, il clarinetto), a corde (come la chitarra e gli archi in genere) ed infine gli strumenti a tastiera. (come l'organo elettrico, il pianoforte digitale).

## Triton Studio
Nel 2004 Korg esordisce con un'evoluzione della famiglia Triton: il Triton Studio. Anche in questo caso ne sono stati fatti tre modelli che si differenziano per le tastiere usate, proprio come il Triton Classic, con i quali è completamente compatibile. Inoltre risulta essere più potente ed espandibile per i seguenti motivi:
- Monta un'evoluzione della CPU (rimasta sempre anonima per il volere di Korg stessa) circa quattro volte più veloce di quella dei Triton Classic;
- La polifonia massima è portata a 120 note ed è divisa in 60 note per i campioni ROM interni e campioni RAM, più altre 60 note per i campioni ROM delle schede EXB-PCM;
- Oltre ai 32 megabytes di strumenti in ROM compresi nei Triton Classic, si trova pre-installata la Korg EXB-PCM 08: Grand Piano che aggiunge il campionamento di un pianoforte per un totale di 16 megabytes;
- Al suo interno è pre-installato un hard disk SCSI utilizzabile per leggere e salvare i dati;
- È dotato di porta SCSI esterna, tale da rendere superflua e quindi non compatibile la Korg EXB-SCSI;
- È dotato di ingresso e uscita S/PDIF su fibra ottica;
- Prevede la possibilità di installare un CD-ROM interno SCSI per leggere e salvare i dati e mediante il quale può anche masterizzare dati su supporti di tipo CD;
- Prevede la possibilità di essere espanso con un massimo di 7 schede Korg EXB-PCM;
- Può montare la scheda Korg EXB-DI che converte le 6 uscite audio analogiche in formato ADAT;
- Prevede la possibilità di essere collegato a periferiche di tipo mLAN o firewire mediante la scheda di espansione Korg EXB-mLAN.

Anche il Triton Studio può montare la Korg EXB-Moss.

## Triton Rack
Una versione della Triton Studio caratterizzata dal fatto di essere installata all'interno di un case rack.
È priva del display touch e ha una polifonia di 60 note.
È espandibile fino a 96mb di ram.
Prevede le seguenti espansioni:
- EXB-DI. Permette la connessione a dispositivi di tipo ADAT.
- EXB-mLAN. Permette la connessione a dispositivi di tipo Firewire.
- EXB-SCSI. Permette la connessione di unità SCSI esterne per lettura e scrittura dati.
- EXB-MOSS. Aggiunge un sintetizzatore digitale a sei voci basato sulla sintesi sottrattiva ed i modelli fisici.
- Possono essere installate tutte le schede di espansione EXB-PCM per la famiglia Triton.

A differenza del Triton Studio, il Triton Rack dispone di uscita ottica S/PDIF ma non di ingresso in tale formato.

## Triton EXTREME
La famiglia Triton vede la sua fine con l'uscita della Korg Triton EXTREME.
Si tratta di un'ulteriore evoluzione del Triton Studio, anch'essa sia a 61, 76 ed 88 tasti. Basata sulla stessa CPU del Triton Studio, presenta le seguenti migliorie:
- Ha alcune delle schede di espansione Korg EXB-PCM interamente pre-installate (EXB-PCM 04 Dance Extreme, EXB-PCM 05 Vintage Archive, EXB-06/07 Orchestral Collection), ed una compilation di suoni derivanti da una selezione del meglio delle restanti espansioni, per un totale di 160 megabytes di strumenti in ROM;
- Ha alcuni suoni inediti per le restanti Korg Triton come il suono del pianoforte Bösendorfer
- Tutta la parte SCSI è stata tolta per essere sostituita da un più comodo connettore USB;
- Il floppy disk è stato rimosso per essere sostituito da un lettore di CompactFlash, microdrive;
- Per la prima volta appare all'interno di un Korg Triton un'estensione del multi-effetto integrato denominata Valve Force e che fa uso di una valvola 12AU7/ECC82 per dare maggiore calore ai suoni generati.

Unica scheda di espansione disponibile per il Korg Triton EXTREME è la Korg EXB-MOSS.

## KARMA
Un derivato della famiglia Korg Triton è il Korg KARMA, una workstation basata interamente sull'arpeggiatore KARMA inventato da Stephen Kay.
KARMA è un acronimo è sta per Kay Algorithmic Realtime Music Architecture. Poco dopo l'uscita del Korg KARMA, la Karma-lab, software house produttrice, ha messo in commercio un software commerciale per piattaforme Microsoft Windows XP e Apple Mac. Si tratta di un programma che simula il funzionamento dell'arpeggiatore Karma versione 1.0 e che lo apporta completamente a tutta l'intera gamma della famiglia Korg Triton, previa connessione ad un computer mediante un cavo MIDI.

## Musicisti che hanno usato il Korg Triton
- Keith Emerson
- Antonio Aiazzi
- The Art Of Sound
- David Bowie
- Bryan Michael Cox
- Coldplay
- Danja
- Paul Davis
- Dopplereffekt
- Drumma Boy
- Delinquent Habits
- Rodney Jerkins
- Tuomas Holopainen
- Flavio Premoli
- Fab "Shiver" Muratori
- Mikko Härkin
- Jean-Michel Jarre
- Derek Sherinian
- Jordan Rudess
- Mike Shinoda
- Rick Wakeman
- Wesley Willis
- Yanni
- David Paich
- Greg Phillinganes
- Timothy Drury
- Caparezza (nella canzone Fuori dal tunnel)
- Jonathan Cain
- Tom Coster
- Lyle Mays
- Rocco Tanica
- Terry Riley
- Lady Gaga
- Stevie Wonder